# 以赛亚·哈尔滕施泰因
以赛亚·哈尔滕施泰因（德語： 德語：['haːʁtn̩ʃtaɪn]，1998年5月5日—），德裔美国职业篮球运动员，现效力于NBA俄克拉荷马城雷霆，担任中锋。

## 早年
以赛亚·哈尔滕施泰因出生于俄勒冈州尤金，父亲为前职业篮球运动员、教练，拥有德国血统的非裔美国人弗洛里安·哈尔滕施泰因。弗洛里安在德国长大，以赛亚的母亲是美国白人，二人在美国相识，当时弗洛里安在俄勒冈大学打篮球。
2001年，弗洛里安前往德甲效力于吉森46人，2008年，以赛亚举家搬至德国。